# Twelve Inch Club
 (février 2020).

Twelve Inch Club est le deuxième des 3 EP's Japonais du groupe de synthpop norvégien A-ha, sortie en 1986, contenant des versions maxi de quelques titres extraits de l'album Hunting High and Low ainsi qu'une face b. Il a été uniquement publié au Japon. Il s'agit d'une sorte de réédition du maxi 45 tours de Train of Thought, avec en plus la maxi version de The Sun Always Shines on T.V.. Toutes les pistes ont été incluses dans la version Deluxe 2010 de l'album Hunting High and Low (La 3e en téléchargement uniquement), ainsi que dans la version expanded 2015 de l'album Hunting High and Low.

## Titres
| No | Titre                                              | Auteur | Durée |
| -- | -------------------------------------------------- | ------ | ----- |
| 1. | Train of Thought (Steve Thompson Mix)              |        | 7:03  |
| 2. | And You Tell Me (Demo Version)                     |        | 3:06  |
| 3. | The Sun Always Shines on T.V. (Steve Thompson Mix) |        | 8:25  |
| 4. | Train of Thought (Dub Version)                     |        | 8:35  |